# Anabisetia saldiviai
Anabisetia saldiviai Coria & Calvo, 2002 era un dinosauro erbivoro appartenente agli ornitopodi. Visse nel Cretacico superiore (Cenomaniano/Turoniano, tra 94,3 e 89,3 milioni di anni fa) in Sudamerica (Patagonia).

## Etimologia
Il nome Anabisetia deriva da quello dell'archeologa Ana Biset, un'influente studiosa argentina nativa della provincia di Neuquén, dove sono stati ritrovati i fossili. Il nome specifico, saldiviai, deriva da Roberto Saldivia, un agricoltore che scoprì i fossili nel 1993. 

## Descrizione
Questo dinosauro è conosciuto per i fossili di quattro esemplari incompleti. L'olotipo è rappresentato da resti del cranio, di una zampa anteriore completa, di una zampa posteriore completa e di numerose vertebre. Gli altri tre esemplari sono più frammentari, ma includono varie vertebre, una pelvi completa e una coda articolata. Questi resti hanno permesso ai paleontologi di ricostruire Anabisetia in maniera piuttosto dettagliata: doveva essere un animale bipede, lungo circa due metri, dalla corporatura relativamente snella e dalle lunghe zampe posteriori. L'aspetto doveva essere intermedio tra quello di Hypsilophodon e quello di Dryosaurus. 

## Classificazione
Descritto per la prima volta nel 2002, Anabisetia è considerato un dinosauro ornitopode piuttosto primitivo; è possibile che la forma più prossima a questo dinosauro fosse il piccolo Gasparinisaura, un altro ornitopode vissuto in Sudamerica più o meno nello stesso periodo. Questi due animali sono ritenuti generalmente esempi primitivi di iguanodonti, un grande gruppo di ornitopodi che si specializzò nella dentatura e nelle forme pesanti. Analisi cladistiche più recenti, tuttavia, hanno indicato che Anabisetia e Gasparinisaura possano rappresentare un gruppo più primitivo di ornitopodi, strettamente imparentati con i nordamericani Thescelosaurus e Parksosaurus. 

## Paleobiologia
È probabile che Anabisetia fosse un animale bipede, o tutt'al più semibipede, che poteva correre velocemente in caso di attacchi da parte dei predatori. I resti si sono conservati in sedimenti che fanno supporre l'esistenza di un'area paludosa nel periodo in cui viveva Anabisetia.